# Suctobelbella andrassyi
Suctobelbella andrassyi är en kvalsterart som först beskrevs av Balogh och Sandór Mahunka 1981.  Suctobelbella andrassyi ingår i släktet Suctobelbella och familjen Suctobelbidae. Inga underarter finns listade i Catalogue of Life.